# 谢佐
谢佐（法語：Chézeaux，法語發音：[ʃezo]）是法国上马恩省的一个市镇，属于朗格勒区。谢佐曾于1972年与市镇尚皮尼苏瓦雷讷和阿芒斯河畔瓦雷讷合并为市镇泰尔纳塔勒。1986年，尚皮尼苏瓦雷讷从泰尔纳塔勒脱离。2012年，泰尔纳塔勒拆分回原来的阿芒斯河畔瓦雷讷与谢佐。

## 地理
谢佐（47°52'34"N, 5°38'57"E）面积10.73 平方千米，位于法国大東部大區上马恩省，该省份为法国东北部内陆省份，北起马恩省和默兹省，西接奥布省，西南接科多尔省，东南接上索恩省，东临孚日省。
与谢佐接壤的市镇（或旧市镇、城区）包括：蒙沙尔沃、苏瓦耶、阿芒斯河畔瓦雷讷、瓦塞、昂罗塞、尚皮尼苏瓦雷讷、下夸菲、上夸菲。
谢佐的时区为UTC+01:00、UTC+02:00（夏令时）。

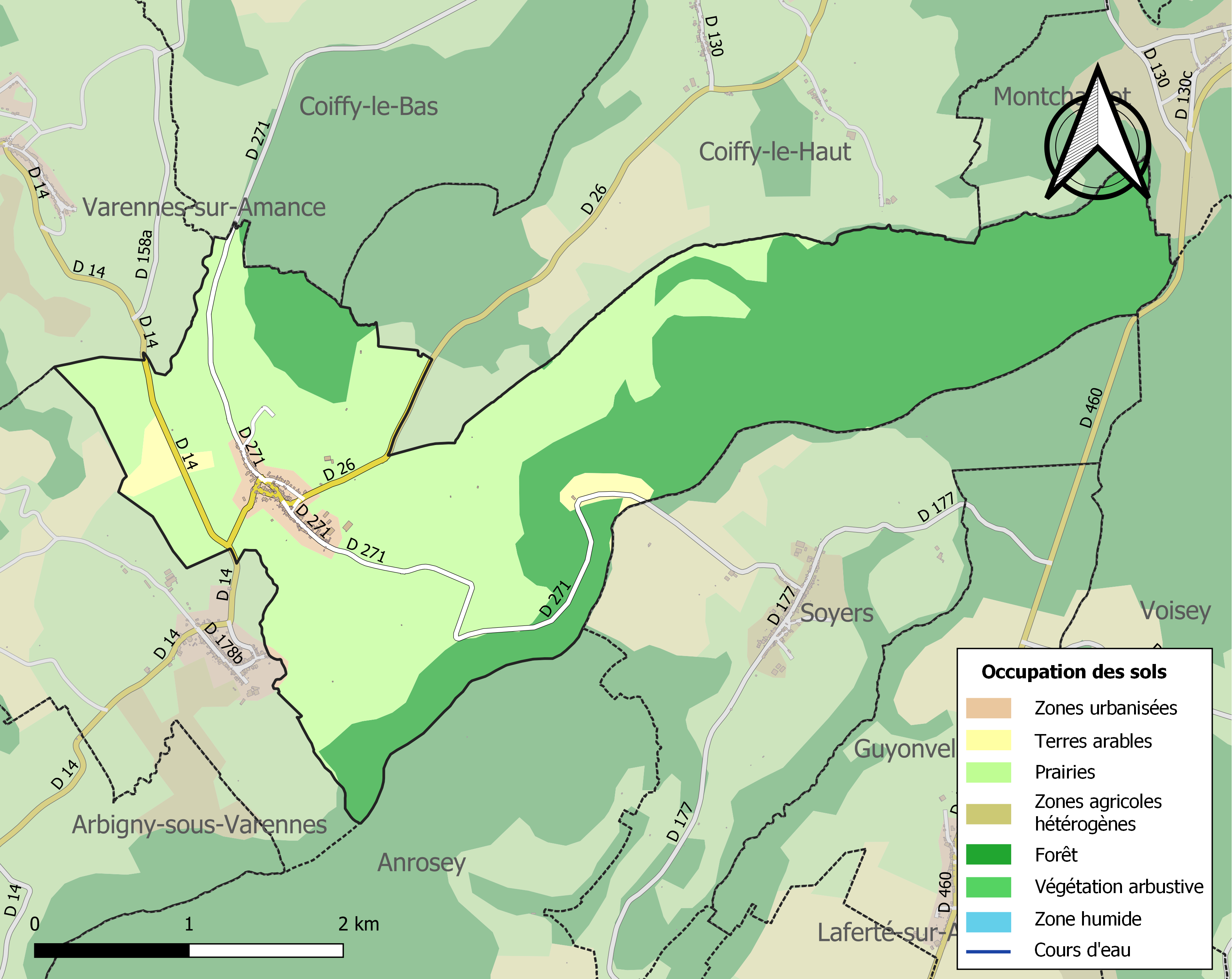
谢佐的OSM定位图

## 行政
谢佐的邮政编码为52400，INSEE市镇编码为52124。

## 政治
谢佐所属的省级选区为沙兰德雷县。

## 人口
谢佐于2022年1月1日时的人口数量为78人。